# Mixed-ish
Mixed-ish (im Titel dargestellt als mixed·ish) ist eine US-amerikanische Comedy-Serie, die ein Ableger der Serie Black-ish ist. Die Serie ist ein Prequel zur Mutterserie Black-ish und das zweite Spin-off nach der Serie Grown-ish von Freeform. Die Premiere der Serie fand am 24. September 2019 auf dem US-Networksender ABC statt. Im deutschsprachigen Raum erfolgte die Erstveröffentlichung der Serie am 15. September 2021 durch Disney+ via Star als Original.

## Handlung
In der Serie berichtet Dr. Rainbow „Bow“ Johnson von ihren persönlichen Erfahrungen in einer schwarz-weiß-gemischten Familie in den 1980er Jahren aufzuwachsen. Ihre Eltern Paul und Alicia beschließen die Hippie-Kommune hinter sich zulassen, um in einem Vorort ihrer Familie ein besseres Leben zu ermöglichen, und erhalten dabei Unterstützung von Bows Großvater Harrison. Während Paul und Alicia mit allerlei Herausforderungen ihres neuen Lebens konfrontiert werden, und nach Lösungen ringen, müssen die Geschwister Bow, Santamonica und Johan unter anderem an einer gewöhnlichen Schule zurechtkommen, an der sie weder als schwarz noch als weiß angesehen werden. Dabei stehen alle im stetigen Zwiespalt zwischen „Inwieweit passe ich mich an?“ und „Wie bleibe ich mir selbst treu?“.

## Produktion
Am 2. Mai 2019 wurde bekannt gegeben, dass die ursprünglich für den 7. Mai 2019 geplante Folge mit dem Titel „Becoming Bow“ der Serie Black-ish nicht ausgestrahlt wird, und stattdessen als Pilotfolge für die neue Ablegerserie Mixed-ish verwendet wird, in der die junge Bow und ihre Familie eingeführt werden, und die Besetzung der Mutterserie Black-ish einen Gastauftritt hat. Am 14. Mai 2019 wurde angekündigt, dass die Serie im Herbst 2019 Premiere haben wird, und dienstags um 21:00 Uhr ausgestrahlt werden soll. Am selben Tag veröffentlichte ABC den ersten offiziellen Trailer zur Serie.
Die Darsteller der Mutterserie Tracee Ellis Ross, Anthony Anderson und Laurence Fishburne fungieren in der Serie als ausführende Produzenten, während Tracee Ellis Ross zusätzlich als erwachsene Bow die Rolle der Erzählerin einnimmt. Mixed-ish ist die letzte Serie, die Kenya Barris vor der Unterzeichnung seines Vertrags mit Netflix im August 2018 mitgestaltet hat. Kenya Barris bat um den Ausstieg aus seiner Vereinbarung mit ABC Signature, da er unzufrieden mit dem Umgang der Produktionsfirma und des Senders ABC mit kontroversen Folgen von Black-ish und abgelehnten Piloten war.
Anders Holm sollte ursprünglich Bows Vater Paul Jackson spielen, nachdem er bereits die Rolle in der Pilotfolge verkörpert hatte, jedoch verließ er die Serie, noch bevor ABC eine Serienbestellung aussprach. Am 19. Juni 2019 wurde verkündet, dass Mark-Paul Gosselaar die Rolle von Anders Holm übernehmen wird. Im Zuge dessen, wurden alle Szenen von Holm in der Pilotfolge mit Gosselaar neu aufgenommen. In früheren Werbematerial zur Serie wurden noch die Szenen mit Anders Holm verwendet.
Die Premiere der Serie fand am 24. September 2019 auf dem US-Networksender ABC statt. Die erste Staffel erhielt durch ABC am 28. Oktober 2019 eine Aufstockung auf 23 Folgen. Am 21. Mai 2020 verlängerte ABC die Serie für eine zweite Staffel, die am 26. Januar 2021 Premiere hatte. Am 14. Mai 2021 gab der Sender ABC bekannt, dass die Serie nach der zweiten Staffel eingestellt wird.

## Besetzung und Synchronisation
Die deutschsprachige Synchronisation entstand nach den Dialogbüchern von Benjamin Wolfgarten, Julia Kantner und Tom Sander sowie unter der Dialogregie von Benjamin Wolfgarten durch die Synchronfirma Iyuno Germany in Berlin.

### Hauptdarsteller
| Rolle                                  | Schauspieler            | Hauptrolle (Folgen) | Nebenrolle (Folgen) | Synchronsprecher    |
| -------------------------------------- | ----------------------- | ------------------- | ------------------- | ------------------- |
| Rainbow „Bow“ Johnson (als Teenager)   | Arica Himmel            | 1.01–2.13           |                     | Alma van Cauwelaert |
| Rainbow „Bow“ Johnson (als Erwachsene) | Tracee Ellis Ross       | 1.01–2.13           |                     | Diana Borgwardt     |
| Alicia Johnson                         | Tika Sumpter            | 1.01–2.13           |                     | Sonja Spuhl         |
| Paul Jackson                           | Mark-Paul Gosselaar     | 1.01–2.13           |                     | Manou Lubowski      |
| Harrison Jackson                       | Gary Cole               | 1.01–2.13           |                     | Viktor Neumann      |
| Denise                                 | Christina Anthony       | 1.01–2.13           |                     | Victoria Sturm      |
| Santamonica Johnson                    | Mykal-Michelle Harris   | 1.01–2.13           |                     | Suree Chuh          |
| Johan Johnson                          | Ethan William Childress | 1.01–2.13           |                     | Theodor Genschow    |

### Nebendarsteller
| Rolle   | Schauspieler        | Nebenrolle (Folgen)              | Synchronsprecher         |
| ------- | ------------------- | -------------------------------- | ------------------------ |
| Micaela | Paulet Del Castillo | 1.02–2.09                        | Johanna Schmoll          |
| Tamika  | Trinitee Stokes     | 1.02–2.10                        | Clara Lacdao             |
| Rebecca | Isabel Myers        | 1.02–2.09                        | Magdalena Höfner         |
| Jack    | Nate Smith          | 1.02, 1.06, 1.11–1.12            | Maik Rogge               |
| Shireen | Carlease Burke      | 1.10, 2.06, 2.08                 | Gabriele Schramm-Philipp |
| Shanice | Daria Johns         | 1.12, 1.23, 2.10                 | Anni C. Salander         |
| Jasmine | Drew Olivia Tillman | 1.12, 1.23, 2.10                 | Keren Hochberg           |
| George  | Flex Alexander      | 1.17, 2.03, 2.05                 | Alexander Doering        |
| Griff   | John Gemberling     | 2.02–2.03, 2.05–2.07, 2.09, 2.13 | Manuel Straube           |
| Bradley | Tom Simmons         | 2.02–2.03, 2.06, 2.09, 2.13      | Frank Muth               |
| Dolores | Deb Snyder          | 2.06, 2.12–2.13                  | Ilka Willner             |

### Gastdarsteller
| Rolle                                | Schauspieler       | Gastrolle (Folgen)          | Synchronsprecher   |
| ------------------------------------ | ------------------ | --------------------------- | ------------------ |
| Andre „Dre“ Johnson                  | Anthony Anderson   | 1.01, 1.19–1.20, 2.08, 2.13 | Jan Odle           |
| Andre „Junior“ Johnson               | Marcus Scribner    | 1.01, 1.20                  | Cedric Eich        |
| Diane Johnson                        | Marsai Martin      | 1.01, 1.20                  | Marie Hinze        |
| Friseur Mike                         | O’Neil Cespedes    | 1.03                        | Samuel Zekarias    |
| Larry                                | Adam Noel Jones    | 1.07                        | Benjamin Bronisch  |
| Meredith                             | Rachel Ramras      | 1.10                        | Susanne Geier      |
| Eleanor                              | Jane Kaczmarek     | 1.14                        | Martina Treger     |
| Vivica                               | Kelly Jenrette     | 1.17, 2.05                  | Esra Vural         |
| Sicherheitsmann                      | David Theune       | 1.23                        | Edwin Gellner      |
| Jay                                  | Niles Fitch        | 2.03                        | Karim El Kammouchi |
| Brandon                              | Joachim Powell     | 2.06–2.07                   | Till Flechtner     |
| Alvin                                | Cooper J. Friedman | 2.07, 2.09                  | Julius Ole Ernst   |
| Ruby Johnson                         | Jenifer Lewis      | 2.08                        | Martina Treger     |
| Georgia                              | Virginia Williams  | 2.11                        | Nadine Heidenreich |
| Santamonica Johnson (als Erwachsene) | Rashida Jones      | 2.13                        | Svantje Wascher    |
| Johan Johnson (als Erwachsener)      | Daveed Diggs       | 2.13                        | Julius Jellinek    |
| Daniel                               | Collin Heinrich    | 2.13                        | Alex Friedland     |

## Episodenliste

### Staffel 1
| Nr. (ges.) | Nr. (St.) | Deutscher Titel                    | Originaltitel                 | Erstausstrahlung (USA) | Deutschsprachige Erstveröffentlichung (D/A/CH) | Regie             | Drehbuch                                     |
| ---------- | --------- | ---------------------------------- | ----------------------------- | ---------------------- | ---------------------------------------------- | ----------------- | -------------------------------------------- |
| 1          | 1         | Wer ist Bow?                       | Becoming Bow                  | 24. Sep. 2019          | 15. Sep. 2021                                  | Anton Cropper     | Kenya Barris, Peter Saji & Tracee Ellis Ross |
| 2          | 2         | Die Kriegerin                      | The Warrior                   | 1. Okt. 2019           | 15. Sep. 2021                                  | Anton Cropper     | Peter Saji                                   |
| 3          | 3         | Haargenau                          | Let Your Hair Down            | 8. Okt. 2019           | 15. Sep. 2021                                  | Michael Spiller   | Karin Gist & Peter Saji                      |
| 4          | 4         | Auf der Suche                      | Love is a Battlefield         | 15. Okt. 2019          | 15. Sep. 2021                                  | Stephanie Laing   | Angela Nissel                                |
| 5          | 5         | Der Schulball - und was dazugehört | All She Wants to Do is Dance  | 22. Okt. 2019          | 15. Sep. 2021                                  | Matt Sohn         | Jim Brandon & Brian Singleton                |
| 6          | 6         | Heißer Fisch und Halloween         | Girls Just Want to Have Fun   | 29. Okt. 2019          | 15. Sep. 2021                                  | Oz Rodriguez      | Tim Edwards & Kevin Marburger                |
| 7          | 7         | Werft euch in Schale!              | Puttin' on the Ritz           | 12. Nov. 2019          | 15. Sep. 2021                                  | Sam Bailey        | Heather Flanders                             |
| 8          | 8         | Wissenschaft und Zweifel           | Weird Science                 | 19. Nov. 2019          | 15. Sep. 2021                                  | Charles Stone III | Chuck Hayward                                |
| 9          | 9         | Was Kinder wollen                  | Papa Don't Preach             | 26. Nov. 2019          | 15. Sep. 2021                                  | Todd Biermann     | Angela Nissel                                |
| 10         | 10        | Es weihnachtet sehr?               | Do They Know It's Christmas?  | 10. Dez. 2019          | 15. Sep. 2021                                  | Anu Valia         | Rachelle Williams                            |
| 11         | 11        | An traurigen Tagen                 | When Doves Cry                | 7. Jan. 2020           | 15. Sep. 2021                                  | Andrew DeYoung    | Jim Brandon & Brian Singleton                |
| 12         | 12        | Es ist kompliziert                 | It's Tricky                   | 14. Jan. 2020          | 15. Sep. 2021                                  | Maggie Carey      | Heather Flanders                             |
| 13         | 13        | Alles Gute, Doktor King!           | Pride (In the Name of Love)   | 21. Jan. 2020          | 15. Sep. 2021                                  | Chris Robinson    | Spencer Taylor                               |
| 14         | 14        | Verhältnisse                       | True Colors                   | 28. Jan. 2020          | 15. Sep. 2021                                  | Michael Spiller   | Tim Edwards & Kevin Marburger                |
| 15         | 15        | Valentinstag und Minzschokolade    | This Charming Man             | 11. Feb. 2020          | 15. Sep. 2021                                  | Michael Spiller   | Andrew Ti                                    |
| 16         | 16        | Hart verdientes Geld               | She Works Hard for the Money  | 18. Feb. 2020          | 15. Sep. 2021                                  | Anu Valia         | Chuck Hayward                                |
| 17         | 17        | Neue Freunde                       | Say Hello, Wave Goodbye       | 25. Feb. 2020          | 15. Sep. 2021                                  | Natalia Anderson  | Jesse Esparza                                |
| 18         | 18        | Entdeckungen                       | Parents Just Don't Understand | 17. März 2020          | 15. Sep. 2021                                  | Melissa Kosar     | Melanie Kirschbaum & Alexandra Decas         |
| 19         | 19        | In der Petrischale der Vorstadt    | Doctor! Doctor!               | 24. März 2020          | 15. Sep. 2021                                  | Shiri Appleby     | Jim Brandon & Brian Singleton                |
| 20         | 20        | Rechte und Pflichten               | Bad Boys                      | 7. Apr. 2020           | 15. Sep. 2021                                  | Matthew A. Cherry | Heather Flanders & Angela Nissel             |
| 21         | 21        | Der Tag der Erde                   | Nothing's Gonna Stop Us Now   | 14. Apr. 2020          | 15. Sep. 2021                                  | Matt Sohn         | Peter Saji                                   |
| 22         | 22        | Kleine Schritte                    | Every Little Step             | 28. Apr. 2020          | 15. Sep. 2021                                  | Pete Chatmon      | Rachelle Williams                            |
| 23         | 23        | Schwarz UND Weiß                   | You Got It All                | 5. Mai 2020            | 15. Sep. 2021                                  | Natalia Anderson  | Jesse Esparza, Spencer Taylor & Andrew Ti    |

### Staffel 2
| Nr. (ges.) | Nr. (St.) | Deutscher Titel                          | Originaltitel            | Erstausstrahlung (USA) | Deutschsprachige Erstveröffentlichung (D/A/CH) | Regie             | Drehbuch                      |
| ---------- | --------- | ---------------------------------------- | ------------------------ | ---------------------- | ---------------------------------------------- | ----------------- | ----------------------------- |
| 24         | 1         | Geschwisterzwist                         | Sweet Child O' Mine      | 26. Jan. 2021          | 24. Nov. 2021                                  | Todd Biermann     | Jordan Reddout & Gus Hickey   |
| 25         | 2         | Schlüsselkind-Blues                      | Brand New Funk           | 2. Feb. 2021           | 24. Nov. 2021                                  | Anton Cropper     | Angela Nissel                 |
| 26         | 3         | Mentoren & Vorbilder                     | On My Own                | 9. Feb. 2021           | 24. Nov. 2021                                  | Todd Biermann     | Jim Brandon & Brian Singleton |
| 27         | 4         | Glaubensfragen                           | Livin' on a Prayer       | 16. Feb. 2021          | 24. Nov. 2021                                  | Anton Cropper     | Spencer Taylor                |
| 28         | 5         | Kartenspiel und Ehescheidung             | My Prerogative           | 23. Feb. 2021          | 24. Nov. 2021                                  | Anton Cropper     | Emilia Serrano                |
| 29         | 6         | Und welche Rolle spielst du?             | Just the Two of Us       | 2. März 2021           | 24. Nov. 2021                                  | Shiri Appleby     | Jesse Esparza                 |
| 30         | 7         | Vertrauen ist gut, Kontrolle ist besser? | You Give Love a Bad Name | 23. März 2021          | 24. Nov. 2021                                  | Gail Lerner       | Andrew Ti                     |
| 31         | 8         | Ärger mit Grandma                        | She's a Bad Mama Jama    | 30. März 2021          | 24. Nov. 2021                                  | Anton Cropper     | Helen Krieger                 |
| 32         | 9         | Eine Tasche kommt selten allein          | Material Girl            | 6. Apr. 2021           | 24. Nov. 2021                                  | Natalia Anderson  | Lindsey Shockley              |
| 33         | 10        | Partystimmung                            | You Dropped a Bomb On Me | 20. Apr. 2021          | 24. Nov. 2021                                  | Todd Biermann     | Jordan Reddout & Gus Hickey   |
| 34         | 11        | Spaßverderber                            | Tainted Love             | 27. Apr. 2021          | 24. Nov. 2021                                  | Millicent Shelton | Carolyn Portner               |
| 35         | 12        | Ohne Fleiß kein Preis                    | Walk This Way            | 11. Mai 2021           | 24. Nov. 2021                                  | Anton Cropper     | Jim Brandon & Brian Singleton |
| 36         | 13        | Damals und Heute                         | Forever Young            | 18. Mai 2021           | 24. Nov. 2021                                  | Anton Cropper     | Eric Ernst                    |

## Titelmusik
Am 5. August 2019 bestätigte Mariah Carey, dass sie zusammen mit dem Songwriter und Produzenten Daniel Moore einen Song namens „In the Mix“ geschrieben und produziert hat, welcher der Titelsong der Serie sein wird. Der Song erreicht Platz 9 in den R&B Digital Song Sales Charts von Billboard. Mariah Carey bekundete auch ihre Interesse daran, in einer Folge mitzuspielen, falls die Produzenten sie anfragen sollten.